# Fernando Cavenaghi
Fernando Ezequiel Cavenaghi (O'Brien, Buenos Aires, 21 september 1983) is een Argentijns-Italiaans voormalig voetballer die als aanvaller speelde. Met River Plate won Cavenaghi de continentale treble (winst van de CONMEBOL Libertadores, CONMEBOL Sudamericana en CONMEBOL Recopa).

## Clubvoetbal
Fernando Cavenaghi werd op 12-jarige leeftijd opgenomen in de jeugdopleiding van de befaamde Argentijnse club River Plate. Op 16-jarige leeftijd werd hij opgenomen in de eerste selectie van die club. Hij ontwikkelde zich sterk en trainde samen met andere talentvolle voetballers als Pablo Aimar, Javier Saviola en Ariel Ortega. In het seizoen 2000/01 mocht Cavenaghi dan zijn debuut maken in het eerste team. Niet lang na zijn debuut volgde ook zijn eerste doelpunt. In zijn eerste seizoen mocht hij vijf wedstrijden spelen waarin hij zeven keer wist te scoren. In de drie seizoenen daarna speelde Cavenaghi veel wedstrijden en scoorde hij veel. River Plate werd mede door zijn inbreng die drie seizoenen kampioen van Argentinië.
Zijn reputatie werd ook in Europa bekend maar het was het Russische Spartak Moskou dat de jonge Cavenaghi voor 12 miljoen euro wist binnen te halen in de zomer van 2004. Het Russische voetbal leverde veel aanpassingsproblemen op voor de Argentijnse aanvaller. Hij wist wel te scoren maar het grote aantal doelpunten van de voorgaande seizoenen wist hij niet meer te behalen.
In december 2006, na afloop van de Russische competitie, gaf de Moskouse club Cavenaghi toestemming voor een transfer. Op 22 januari 2007 werd de Argentijn aangekocht door Girondins de Bordeaux. Fernando Cavenaghi tekende een contract voor viereneenhalf jaar tot juni 2011. Het transferbedrag werd niet officieel bekendgemaakt, maar de Russische pers sprak over circa 13 miljoen euro.
Het eerste half jaar verliep met twee doelpunten wat stroef voor de Argentijn in de Ligue 1. In het seizoen 2007/08 onder de nieuwe trainer Laurent Blanc wist hij zijn goede vorm te hervinden. In september 2007 liet hij voor het eerst van zich horen door twee doelpunten te maken in de UEFA Cup-wedstrijd tegen Tampere United. Begin 2008 maakte hij zowel tegen Auxerre, Metz en AS Monaco twee doelpunten in een wedstrijd en kwam dat seizoen tot 22 doelpunten (competitie, beker en Europees) voor de Franse ploeg. In 2009 droeg de aanvaller ook bij aan het landskampioenschap met dertien doelpunten in de Ligue 1.
In het seizoen 2010/11 werd Cavengahi niet meer nodig geacht door trainer Jean Tigana en hij mocht de club op huurbasis verlaten. Na een half seizoen bij Mallorca, vertrok de Argentijn naar het Braziliaanse Internacional voor de tweede helft. Cavenaghi's jeugdliefde River Plate nam hun jeugdspeler in de zomer van 2011 definitief over van Girondins de Bordeaux toen zijn contract afliep. Op 9 augustus 2012 tekende hij bij het gedegradeerde Villarreal. Hij scoorde bij zijn debuut twee doelpunten tegen Real Madrid Castilla en won daarmee de wedstrijd met een 2–1 zege. In 18 wedstrijden scoorde hij 4 doelpunten voor Villarreal. Op 31 januari 2012, de laatste dag van de winterse transferperiode, liet die club hem gratis vertrekken naar het Mexicaanse Pachuca. In het seizoen 2014/15 speelde hij wederom voor River Plate waarmee hij de CONMEBOL Sudamericana in 2014 en de CONMEBOL Libertadores in 2015 won. Zijn laatste club was het Cypriotische APOEL.

## Nationaal elftal
Cavenaghi speelde met Argentinië op het WK onder de 20 in 2003. De Argentijnse jeugdploeg eindigde op de vierde plaats en Cavenaghi werd gedeeld topscorer van het toernooi. Zijn eerste ervaring met het seniorenteam van Argentinië was een officieuze wedstrijd op 28 december 2004 in Camp Nou. Argentinië won met 0–3 van Catalonië. Hij speelde vier keer voor het Argentijnse A-elftal.

## Clubstatistieken
| seizoen | club                  | land       | competitie         | duels | goals |
| ------- | --------------------- | ---------- | ------------------ | ----- | ----- |
| 2000/01 | River Plate           | Argentinië | Primera División   | 5     | 7     |
| 2001/02 | River Plate           | Argentinië | Primera División   | 23    | 17    |
| 2002/03 | River Plate           | Argentinië | Primera División   | 33    | 20    |
| 2003/04 | River Plate           | Argentinië | Primera División   | 27    | 17    |
| 2004    | Spartak Moskou        | Rusland    | Premjer-Liga       | 9     | 1     |
| 2005    | Spartak Moskou        | Rusland    | Premjer-Liga       | 25    | 6     |
| 2006    | Spartak Moskou        | Rusland    | Premjer-Liga       | 17    | 5     |
| 2006/07 | Girondins de Bordeaux | Frankrijk  | Ligue 1            | 9     | 2     |
| 2007/08 | Girondins de Bordeaux | Frankrijk  | Ligue 1            | 35    | 22    |
| 2008/09 | Girondins de Bordeaux | Frankrijk  | Ligue 1            | 35    | 15    |
| 2009/10 | Girondins de Bordeaux | Frankrijk  | Ligue 1            | 25    | 7     |
| 2010/11 | → Mallorca            | Spanje     | Primera División   | 11    | 7     |
| 2011    | → Internacional       | Brazilië   | Série A            | 6     | 1     |
| 2011/12 | River Plate           | Argentinië | Primera B Nacional | 37    | 19    |
| 2012/13 | Villarreal            | Spanje     | Segunda División   | 18    | 4     |
| 2012/13 | Pachuca               | Mexico     | Primera División   | 10    | 2     |
| 2013/14 | Pachuca               | Mexico     | Primera División   | 11    | 2     |
| 2013/14 | River Plate           | Argentinië | Primera División   | 19    | 8     |
| 2014/15 | River Plate           | Argentinië | Primera División   | 21    | 13    |
| 2015/16 | APOEL                 | Cyprus     | A Divizion         | 18    | 19    |
| Totaal  | Totaal                | Totaal     | Totaal             | 394   | 194   |

## Erelijst
River Plate
- Primera División: 2002 Clausura, 2003 Clausura, 2004 Clausura, 2014 Final
- Primera B Nacional: 2011/12
- CONMEBOL Sudamericana: 2014
- CONMEBOL Recopa: 2015
- CONMEBOL Libertadores: 2015

 Internacional
- Campeonato Gaúcho: 2011

 Girondins de Bordeaux
- Ligue 1: 2008/09
- Trophée des Champions: 2008, 2009
- Coupe de la Ligue: 2006/07, 2008/09

 APOEL
- A Divizion: 2015/16

 Argentinië onder 2020
- FIFA WK onder 20: 2003

Individueel
- Topscorer Primera División: 2001/02 Clausura
- Topscorer A Divizion: 2015/16

## Trivia
Naast zijn bijnaam El Torito (de kleine stier) wordt hij ook vergeleken met Gabriel Batistuta (Batigol) en daardoor ook weleens Cavegol of Cavenagol genoemd.